# Dzwonnik biały
Dzwonnik biały (Procnias albus) – gatunek średniej wielkości ptaka z rodziny bławatnikowatych (Cotingidae), podrodziny bławatników (Cotinginae). W dwóch podgatunkach występuje w północnej Ameryce Południowej. Nie jest zagrożony wyginięciem. Według współczesnej wiedzy (wyniki badań opublikowano w 2019) dzwonnik biały może wydawać najgłośniejsze dźwięki ze wszystkich ptaków – osiągają natężenie 125 dB. Wcześniej za najgłośniejszego (do 116 dB) uchodził bławatowiec krzykliwy (Lipaugus vociferans).

## Taksonomia
Po raz pierwszy zgodnie z zasadami nazewnictwa binominalnego gatunek ten opisał Johann Hermann w 1783. Holotyp pochodził z Kajenny. Autor nadał nowemu gatunkowi nazwę Ampelis alba. Opierał się na wcześniejszym opisie Buffona, który w 1778 scharakteryzował dzwonnika białego pod francuską nazwą zwyczajową Le Guira Panga ou Cotinga Blanc. Opisowi towarzyszyły dwie tablice barwne oznaczone numerami 793 i 794, przedstawiające kolejno samca i samicę. Obecnie (2021) Międzynarodowy Komitet Ornitologiczny (IOC) umieszcza dzwonnika białego w rodzaju Procnias.
IOC wyróżnia 2 podgatunki, podobnie jak autorzy HBW, Clements Checklist of Birds of the World (2019) i listy ptaków świata opracowywanej we współpracy BirdLife International z autorami HBW (9. wersja online: październik 2024). Drugi – P. a. wallacei – został opisany przez Orena i Novaesa w 1985 na łamach „Bulletin of the British Ornithologists’ Club”. Holotypem był dorosły samiec oznaczony numerem MPEG # 35043 odłowiony na wysokości 700 m n.p.m.
Mimo że można spotkać się z zapisem nazwy dzwonnika białego Procnias alba, to prawidłową formą jest Procnias albus – nazwa rodzajowa jest rodzaju męskiego.

### Filogeneza
Dzwonnik biały jest jednym z 4 gatunków rodzaju Procnias. Stanowi gatunek siostrzany wobec dzwonnika trójsoplowego (P. tricarunculatus). Pozostałe dwa gatunki to również taksony siostrzane. W 2015 ukazały się wyniki badań, w ramach których po raz pierwszy opracowano drzewo filogenetyczne neotropikalnych bławatnikowatych na podstawie analizy sekwencji kilku loci – 6 o łącznej długości około 7500 par zasad, zarówno z nDNA, jak i mtDNA – dla 61 gatunków ze wszystkich 25 rodzajów Cotingidae. Pozycja dzwonnika białego w obrębie kladu obejmującego 8 z nich przedstawia się następująco:
|  | \| \| Gymnoderus+Conioptilon \| \| \| \| \| \| Xipholena+Carpodectes \| \| \| \| |
|  |                                                                                  |
|  | Porphyrolaema                                                                    |
|  |                                                                                  |
|  | Gymnoderus+Conioptilon                                                           |
|  |                                                                                  |
|  | Xipholena+Carpodectes                                                            |
|  |                                                                                  |

|  | Gymnoderus+Conioptilon |
|  |                        |
|  | Xipholena+Carpodectes  |
|  |                        |

|  | \| \| Gymnoderus+Conioptilon \| \| \| \| \| \| Xipholena+Carpodectes \| \| \| \| |
|  |                                                                                  |
|  | Porphyrolaema                                                                    |
|  |                                                                                  |
|  | Gymnoderus+Conioptilon                                                           |
|  |                                                                                  |
|  | Xipholena+Carpodectes                                                            |
|  |                                                                                  |

|  | Gymnoderus+Conioptilon |
|  |                        |
|  | Xipholena+Carpodectes  |
|  |                        |

|  | Procnias tricarunculatus |
|  |                          |
|  | Procnias albus           |
|  |                          |

|  | Procnias averano    |
|  |                     |
|  | Procnias nudicollis |
|  |                     |

|  | Procnias tricarunculatus |
|  |                          |
|  | Procnias albus           |
|  |                          |

|  | Procnias averano    |
|  |                     |
|  | Procnias nudicollis |
|  |                     |

|  | \| \| Gymnoderus+Conioptilon \| \| \| \| \| \| Xipholena+Carpodectes \| \| \| \| |
|  |                                                                                  |
|  | Porphyrolaema                                                                    |
|  |                                                                                  |
|  | Gymnoderus+Conioptilon                                                           |
|  |                                                                                  |
|  | Xipholena+Carpodectes                                                            |
|  |                                                                                  |

|  | Gymnoderus+Conioptilon |
|  |                        |
|  | Xipholena+Carpodectes  |
|  |                        |

|  | \| \| Gymnoderus+Conioptilon \| \| \| \| \| \| Xipholena+Carpodectes \| \| \| \| |
|  |                                                                                  |
|  | Porphyrolaema                                                                    |
|  |                                                                                  |
|  | Gymnoderus+Conioptilon                                                           |
|  |                                                                                  |
|  | Xipholena+Carpodectes                                                            |
|  |                                                                                  |

|  | Gymnoderus+Conioptilon |
|  |                        |
|  | Xipholena+Carpodectes  |
|  |                        |

|  | Procnias tricarunculatus |
|  |                          |
|  | Procnias albus           |
|  |                          |

|  | Procnias averano    |
|  |                     |
|  | Procnias nudicollis |
|  |                     |

|  | Procnias tricarunculatus |
|  |                          |
|  | Procnias albus           |
|  |                          |

|  | Procnias averano    |
|  |                     |
|  | Procnias nudicollis |
|  |                     |

|  | \| \| Gymnoderus+Conioptilon \| \| \| \| \| \| Xipholena+Carpodectes \| \| \| \| |
|  |                                                                                  |
|  | Porphyrolaema                                                                    |
|  |                                                                                  |
|  | Gymnoderus+Conioptilon                                                           |
|  |                                                                                  |
|  | Xipholena+Carpodectes                                                            |
|  |                                                                                  |

|  | Gymnoderus+Conioptilon |
|  |                        |
|  | Xipholena+Carpodectes  |
|  |                        |

|  | \| \| Gymnoderus+Conioptilon \| \| \| \| \| \| Xipholena+Carpodectes \| \| \| \| |
|  |                                                                                  |
|  | Porphyrolaema                                                                    |
|  |                                                                                  |
|  | Gymnoderus+Conioptilon                                                           |
|  |                                                                                  |
|  | Xipholena+Carpodectes                                                            |
|  |                                                                                  |

|  | Gymnoderus+Conioptilon |
|  |                        |
|  | Xipholena+Carpodectes  |
|  |                        |

|  | Procnias tricarunculatus |
|  |                          |
|  | Procnias albus           |
|  |                          |

|  | Procnias averano    |
|  |                     |
|  | Procnias nudicollis |
|  |                     |

|  | Procnias tricarunculatus |
|  |                          |
|  | Procnias albus           |
|  |                          |

|  | Procnias averano    |
|  |                     |
|  | Procnias nudicollis |
|  |                     |

|  | \| \| Gymnoderus+Conioptilon \| \| \| \| \| \| Xipholena+Carpodectes \| \| \| \| |
|  |                                                                                  |
|  | Porphyrolaema                                                                    |
|  |                                                                                  |
|  | Gymnoderus+Conioptilon                                                           |
|  |                                                                                  |
|  | Xipholena+Carpodectes                                                            |
|  |                                                                                  |

|  | Gymnoderus+Conioptilon |
|  |                        |
|  | Xipholena+Carpodectes  |
|  |                        |

|  | \| \| Gymnoderus+Conioptilon \| \| \| \| \| \| Xipholena+Carpodectes \| \| \| \| |
|  |                                                                                  |
|  | Porphyrolaema                                                                    |
|  |                                                                                  |
|  | Gymnoderus+Conioptilon                                                           |
|  |                                                                                  |
|  | Xipholena+Carpodectes                                                            |
|  |                                                                                  |

|  | Gymnoderus+Conioptilon |
|  |                        |
|  | Xipholena+Carpodectes  |
|  |                        |

|  | Procnias tricarunculatus |
|  |                          |
|  | Procnias albus           |
|  |                          |

|  | Procnias averano    |
|  |                     |
|  | Procnias nudicollis |
|  |                     |

|  | Procnias tricarunculatus |
|  |                          |
|  | Procnias albus           |
|  |                          |

|  | Procnias averano    |
|  |                     |
|  | Procnias nudicollis |
|  |                     |

Linie rozwojowe tych dwóch par gatunków oddzieliły się około 4,84 mln lat temu. Linie dzwonnika trójsoplowego i białego rozeszły się blisko 0,151 mln lat temu. Są to więc gatunki starsze niż dzwonnik brodaty i nagoszyi, te bowiem rozdzieliły się około 0,0445 mln lat temu. Wcześniejsze badania Jetz et al. (2012) obejmowały tylko dzwonnika białego i nagoszyjego, które miały rozejść się blisko 8,9 mln lat temu. U dzwonników trójsoplowych również obecny jest długi wyrostek osadzony u nasady dzioba, dokłanie w miejscu łączenia się dzioba z kością czołową. Te mają jednak dodatkowe wyrostki wyrastające z kącików dzioba. Wyrostek u nasady dzioba pojawił się raczej jako pierwszy i taki właśnie miał wspólny przodek P. albus i P. tricarunculatus.
Status P. a. wallacei jest niejasny. Dostępnych jest jedynie kilka okazów muzealnych (według stanu wiedzy z 2011), a domniemany szary nalot na normalnie białym gardle ma nie być widoczny w terenie. Według danych Berv & Prum (2014) przedstawiciele tych dwóch taksonów nie są znacząco odrębni genetycznie; do ustalenia ich statusu potrzebne są dalsze badania. W 2017 poinformowano o odkryciu populacji dzwonników białych w dotąd nieznanej lokalizacji, która pasuje do zasięgu południowego podgatunku P. a. wallacei. Odłowiony osobnik pod względem genetycznym bliższy był jednak północnemu podgatunkowi nominatywnemu. Potwierdza to hipotezę o braku postulowanej odrębności genetycznej.

## Morfologia
Długość ciała wynosi około 27–29 cm; samice są nieznacznie mniejsze. Masa ciała samców podgatunku nominatywnego wynosi 210–215 g, u dwóch przedstawicieli P. a. wallacei – 219 i 222 g. Dziób jest stosunkowo krótki i bardzo szeroki u nasady. Wymiary szczegółowe podane w milimetrach przedstawia poniższa tabela.
|                |        | Dł. skrzydła | Dł. skrzydła | Dł. ogona | Dł. ogona | Dł. dzioba | Dł. dzioba  | Dł. skoku | Dł. skoku |
| n              |        | n            |              | n         |           | n          |             |           |           |
| -------------- | ------ | ------------ | ------------ | --------- | --------- | ---------- | ----------- | --------- | --------- |
| P. a. albus    | samce  | 11           | 157–168      | 10        | 92–106    | 7          | 26–32       | 10        | 26–33     |
| P. a. albus    | samice | 4            | 136–138      | 3         | 86–92     | 5          | 19,78–23,48 | 4         | 22–27     |
| P. a. wallacei | samce  | 3            | 153–159      | 3         | 93–97     | 3          | 18,2–19,9   | 3         | 29–30     |

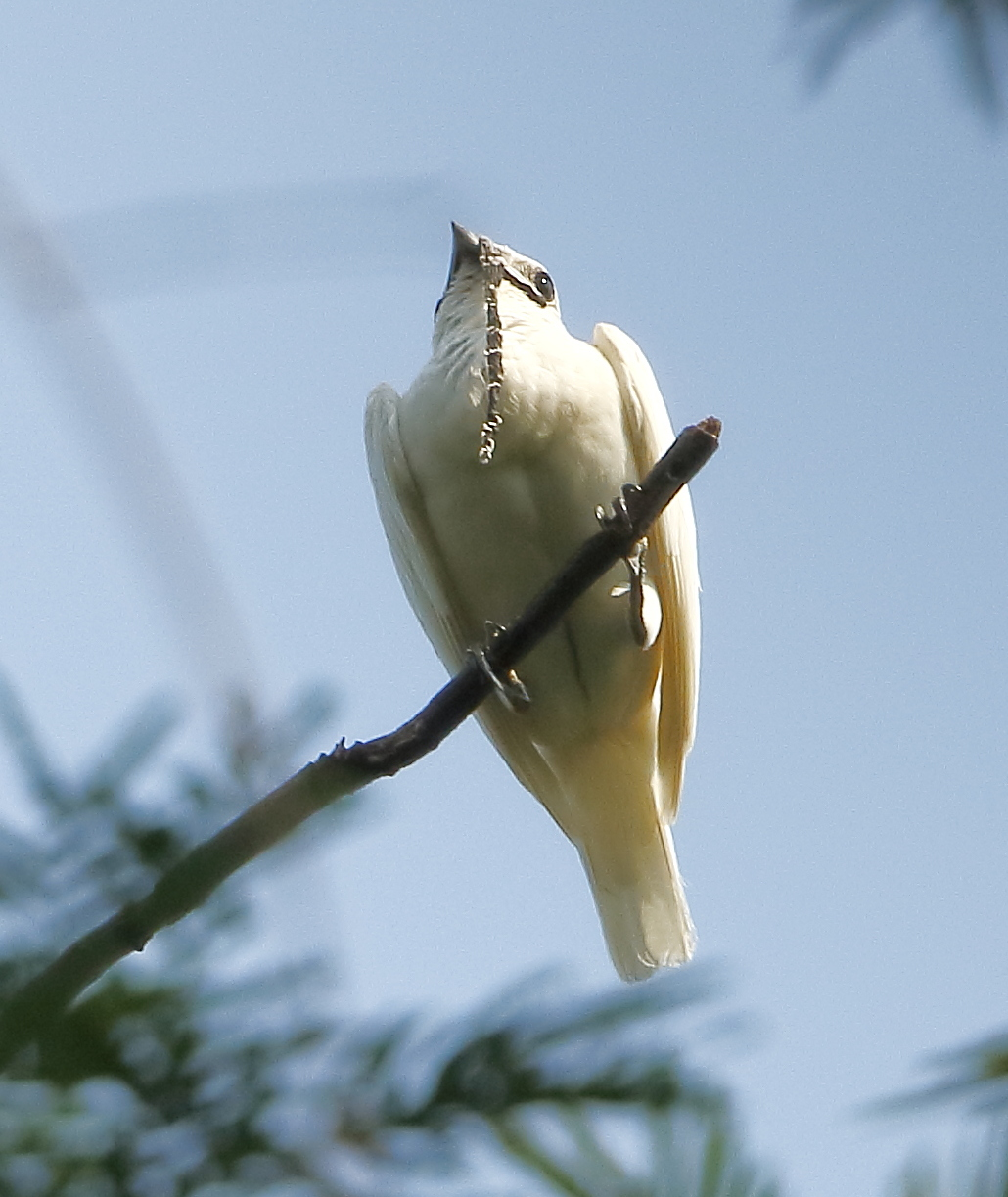
Samce dzwonników białych to jedne z nielicznych całkowicie białych ptaków lądowych

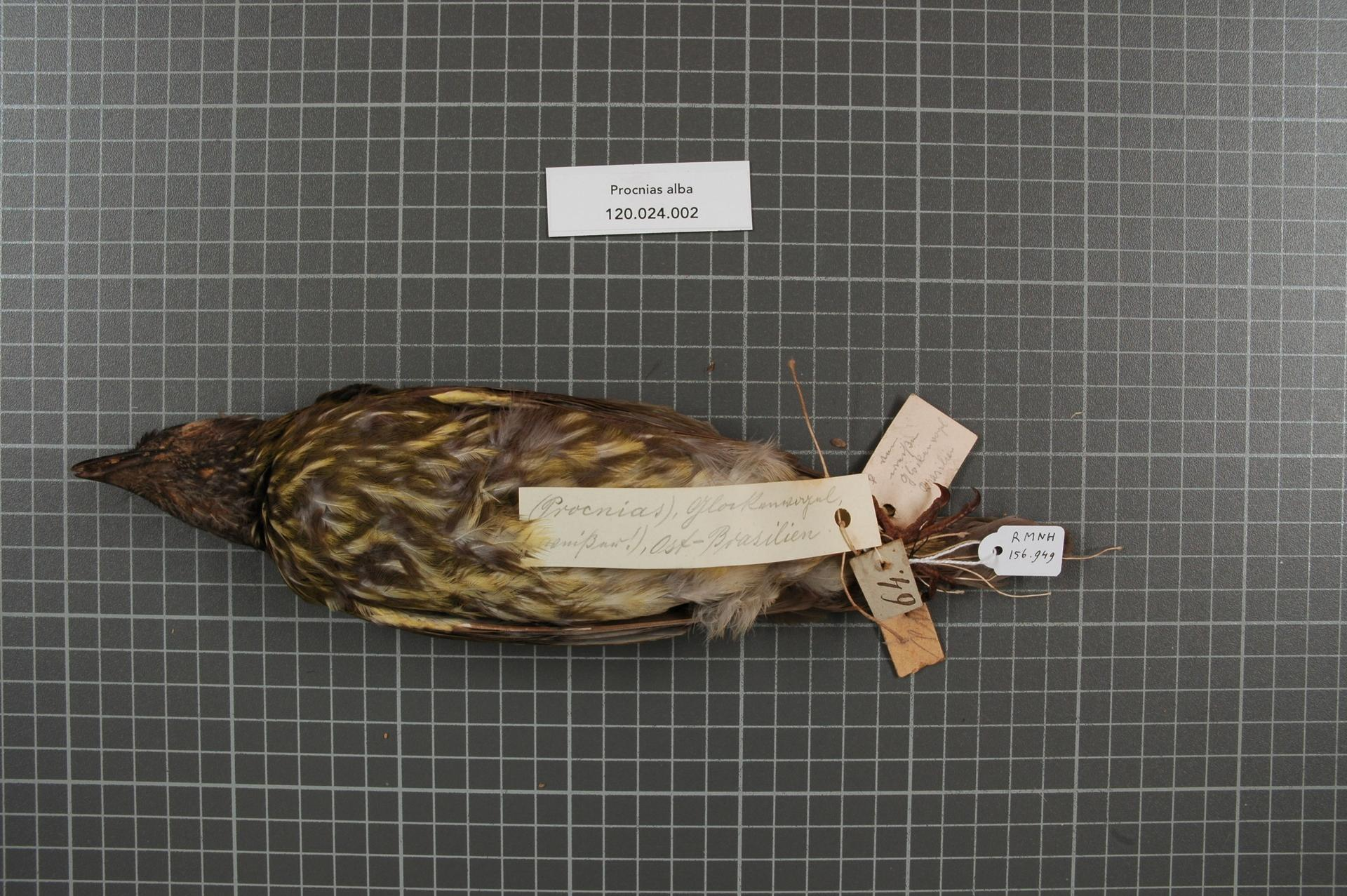
Samica, Muzeum Historii Naturalnej w Lejdzie

Samce są niezwykle charakterystyczne. Jako jedne z bardzo nielicznych ptaków lądowych mają całkowicie białe upierzenie. Obszar występowania dzwonników białych nie nachodzi się z zasięgiem dzwonników nagoszyich, stąd identyfikacja samców nie powinna przysparzać problemów. W górnej części nasady dzioba znajduje się czarny wyrostek pokryty krótkimi białymi piórami o kształcie podobnym do gwiazdy, który ptak może wyprostować. Zewnętrzne lotki I rzędu mają zmodyfikowane chorągiewki – końcówki wewnętrznych chorągiewek wystają za zewnętrzne i nieco zakrzywiają się. Tęczówka czarniawa. Dziób czarny z jaśniejszą krawędzią tnącą. Nogi ciemnoszare. Szata ostateczna osiągana jest stopniowo. Około 1. roku życia wyrostek nad dziobem jest już obecny, jednak mniejszy.
Upierzenie samic bardzo przypomina te u samic dzwonników trójsoplowych. Z wierzchu są oliwkowozielone z bardziej popielatymi lotkami I rzędu i ich pokrywami, a od spodu – białe z oliwkowymi paskami. Od dzwonników trójsoplowych odróżnia je krótszy dziób, krótszy ogon i przeciętnie mniejsze rozmiary ciała. Osobniki młodociane przypominają samice.
Przedstawiciele P. a. wallacei mają wyróżniać się cieńszym i dłuższym dziobem oraz słabo zaznaczonym szarym nalotem na gardle. Ten nie jest jednak widoczny w terenie. Mają nieznacznie krótsze skrzydła i ogon, znacząco dłuższy skok oraz dłuższy i szerszy dziób. Ten jest najdłuższy i najszerszy u wszystkich dzwonników (Procnias).
W XIX wieku częste było wśród taksydermistów i artystów wypychanie lub przedstawianie dzwonników białych z wyrostkiem nad dziobem stojącym niczym róg jednorożca. Ten ma naprawdę długość około niecałych 4 cm (1,5 cala, blisko 3,8 cm) i może przez napływ krwi zwiększyć swoją długość o kolejne kilka centymetrów. Przekonanie o stawianiu go na kształt rogu jest całkowicie błędne. Do jego utrwalenia przyczyniła się książka Wanderings in South America (pierwsze wydanie: 1825) autorstwa Charlesa Watertona, angielskiego przyrodnika i odkrywcy. Ówcześnie cieszył się poważaniem i popularnością, które porównywalne są na przykład do popularności współczesnych gwiazd muzycznych. Po wydaniu książki otrzymał kilka propozycji małżeństwa od „adoratorek”, a sama publikacja wywarła wrażenie między innymi na młodym Karolu Darwinie. Przez tak duże powodzenie Watertona nie przykładano właściwej uwagi do weryfikacji niektórych z podawanych przezeń informacji. Jeszcze w przedruku z 1891 znajdował się osobliwy i błędny opis tego wyrostka: On his forehead rises a spiral tube nearly three inches long. It is jet-black, dotted all over with small white feathers. It has a communication with the palate, and when filled with air, looks like a spire; when empty, it becomes pendulous („Na jego czole wnosi się spiralna rurkowata struktura. Jest smoliście czarna i na całej powierzchni pokryta drobnymi białymi piórami. Łączy się z podniebieniem, a gdy wypełni się powietrzem wygląda jak iglica; pusta obwisa”). Wcześniej w 1871 miał się na niego powołać Darwin w O pochodzeniu człowieka. Nieprawdą jest, że wyrostek ten ma spiralną strukturę, podobnie jak i nie wypełnia się powietrzem i nie ma połączenia z podniebieniem. Nie jest też możliwe wyprostowanie i postawienie go, jak to sugeruje opis oraz artystyczna wizja utrwalana też przez taksydermistów.

## Zasięg występowania
Dzwonniki białe występują w północnej części Ameryki Południowej. Obszar występowania podgatunku nominatywnego obejmuje wschodnią i skrajnie południową część Wenezueli (wschodnia część stanu Bolívar i pasmo Serra do Imeri) oraz region Gujany – Gujanę, Surinam, Gujanę Francuską oraz przyległy teren północnej Brazylii. Tam dzwonniki białe zamieszkują północną część stanów Roraima i Pará. Odosobnionych obserwacji dokonano na wschód od dolnego biegu rzeki Rio Negro.
Przedstawiciele P. a. wallacei występują w paśmie Serra dos Carajás w południowo-wschodniej części stanu Pará. Inne źródło wspomina jedynie okolice Belém, choć tamtejsza lokalizacja – wskazana przez Wallace’a w lipcu 1849 – wydaje się odstawać od głównej części zasięgu. Możliwe, że zawędrował tam osobnik właśnie z południowej populacji dzwonnika białego (P. a. wallacei). Holotyp tego podgatunku pozyskano w okolicy 1°27′S 48°29′W/-1,450000 -48,483333, paratypy natomiast – 6°05′S 50°30′W/-6,083333 -50,500000. W 2015 odkryto populację dzwonników białych w północnej części międzyrzecza Xingu i Tocantins, w gminie Bagre około 2°06′44,5″S 50°22′15,8″W/-2,112361 -50,371056, 260 km na zachód od Belém. To drugie potwierdzone miejsce ich występowania na południe od Amazonki; sugeruje to, że Wallace mógł istotnie natrafić na populację dzwonników białych, a nie jedynie na zabłąkane osobniki. Najbliższa znana populacja P. a. albus występuje blisko 500 km od Bagre i oddzielona jest od południowej Amazonką. Najbliższe stwierdzenia P. a. wallacei pochodzą natomiast z Carajás, około 440 km na południe, a pomiędzy tym pasmem i Bagre nie znajduje się żadna istotna bariera geograficzna.

## Ekologia, zachowanie i lęgi
Środowiskiem życia dzwonników białych są wilgotne lasy na nizinach, terenach podgórskich i zboczach tepui. Występują do wysokości około 1250 m n.p.m., prawdopodobnie gniazdują na większych wysokościach. Ogółem zajmują niżej położone tereny niż dzwonniki brodate, których zasięg występowania nachodzi się z tym dzwonników białych we wschodniej Wenezueli i Gujanie. W Serra dos Carajás występują głównie na wysokości 500–750 m n.p.m., a w Wenezueli przeważnie powyżej 450 m n.p.m. (lecz obserwowano je nawet i na 100 m n.p.m.). Populacja z Serra dos Carajás swoim zasięgiem ograniczona jest do wysokich lasów terra firme na wyżynach (zdaje się nie występować na zboczach płaskowyżu). Należące do niej dzwonniki białe stosunkowo często są odnotowywane w ekotonie z roślinnością przypominającą cerrado, której miejscowa nazwa to canga. W Gujanie Francuskiej i Surinamie poza okresem lęgowym dzwonniki białe pojawiają się w lasach na mokradłach oraz na glebach gliniastych i piaszczystych (ang. sand forest), a w Gujanie – w lasach galeriowych.
Dzwonniki białe żywią się wyłącznie owocami. Zrywają je zarówno siedząc na gałęzi, jak i w locie, co czynią chętniej. Połykają je w całości. Są to między innymi owoce roślin z rodziny meliowatych (Meliaceae), osoczynowate (Burseraceae) i wawrzynowatych (Lauraceae), przy czym dwie ostatnie mają stosunkowo duży udział w diecie. Przeważnie dzwonniki białe przebywają samotnie. Żerują w koronach drzew i tuż pod nimi. Samice, a być może i młode samce, mogą łączyć się w niewielkie grupy przy szczególnie obfitych źródłach pokarmu. Niekiedy dołączają do innych bławatników, w tym palmożerów amarantowych (Xipholena punicea), bławatników kajeńskich (Cotinga cayana) i purpurowych (C. cotinga).

### Głos
Dzwonniki białe raczej nie odzywają się poza okresem toków i lęgów. Pod względem toków nie odstają zwyczajami od innych dzwonników. Samce wybierają dobrze widoczną nagą gałąź, a chętnie i kilka, ulokowaną do 40 m nad ziemią. Tworzące się tokowiska ciągną się przez kilka kilometrów, samce – których zbiera się najwyżej 10 – zajmują stanowiska daleko od siebie. Autorzy monografii Cotingas and Manakins (2011) opisali głosy tego ptaka następująco: „Jest dzwonnikiem par excellence. Jego dzwoniące, niosące się dalekim echem i bardzo głośne klong-klang (z drugą sylabą wyższą) to głos, którego raz usłyszawszy nie da się zapomnieć, a porównywany bywa do młota uderzającego o kowadło”. Poza tą pieśnią często odzywają się przeciągłym, nieco jękliwym lub buczącym boi...i...i.ing.... Ten głos składa się z dwóch części, przy czym druga jest słabiej słyszalna i brzmi jak echo pierwszej. Młode samce wybierają niżej położone gałęzie, również pod koronami drzew.
Wyróżniono dwa typy pieśni dzwonników białych. W 2019 ukazały się wyniki badań nad wybranymi parametrami pieśni dzwonnika białego i bławatowca krzykliwego (Lipaugus vociferans) – zwłaszcza średnim równoważnym poziomem dźwięku i szczytowym poziomie dźwięku. Dotychczas bławatowiec krzykliwy uchodził za ptaka z najgłośniejszą pieśnią, momentami osiągającą natężenie 116 dB (dotyczy szczytowego poziomu dźwięku). Podobne wartości uzyskano podczas i tego badania. Dzwonnik biały okazał się mieć nieznacznie głośniejszą pieśń typu 1, jednak pieśń typu 2 – rzadsza wśród lokalnej populacji – osiągała natężenie 125 dB. Dwa wymienione parametry w pieśni 7 badanych osobników wyniosły odpowiednio 116,6±3,6 dB(A) i 125,4±1,7 dB(A). Wartość około 125 dB wskazuje, że dzwonniki białe są zdolne do wydawania najgłośniejszych odgłosów ze wszystkich ptaków. Obserwowano samice siedzące mniej niż 4 m od samców, podczas gdy te odzywały się wystarczająco głośno, by narazić je na uszkodzenie słuchu. Wśród zwierząt tak głośno odbywa się zazwyczaj komunikacja na znaczne odległości. Nie jest jasne, dlaczego samice dobrowolnie ryzykują uszkodzeniem słuchu, jednak najwyraźniej potencjalne korzyści są warte podjęcia takiego ryzyka. Tokujące samce przemieszczają się w obrębie odpowiednio wyeksponowanych gałęzi, co daje samicom szansę na ocenę potencjalnego partnera po przyjrzeniu się pod różnymi kątami przy jednoczesnym zmniejszaniu ryzyka doznania uszczerbku na zdrowiu.

### Lęgi
Występuje poligamia. Dostępnych jest bardzo niewiele informacji o rozrodzie. W południowej Gujanie w lutym obserwowano samicę odrywającą gałązkę goździkowca (Eugenia) z rodziny mirtowatych (Myrtaceae), który chętnie jest wykorzystywany przy budowie gniazda przez inne bławatniki. Pewien samiec odłowiony w połowie marca, również w południowej Gujanie, miał powiększone jądra, co świadczy kondycji rozrodczej. Prawdopodobnie okres lęgowy w Wenezueli i regionie Gujany trwa od lutego do czerwca. Niemal na pewno w Brazylii przypada na inną część roku, jako że najwięcej tokujących samców słyszy się tam w czerwcu. Być może jego szczyt przypada na okres od sierpnia do września, choć samce aktywnie odzywają się jeszcze pod koniec grudnia; w lutym już jednak milczą. W drugim znanym miejscu gniazdowania na południe od Amazonki natrafiono na tokujące samce w drugiej połowie czerwca. Nie ma jednak pewności, czy to osiadła populacja lęgowa. Według lokalnych mieszkańców śpiew dzwonników białych słychać tylko na początku pory suchej, czyli od maja do lipca, a następnie te znikają lub są cicho i nie zwracają na siebie uwagi. Charakter ich pobytu na tym obszarze wymaga więc dalszych badań.

## Status zagrożenia
IUCN uznaje dzwonnika białego za gatunek najmniejszej troski (LC, Least Concern) nieprzerwanie od 1988 (stan w 2021). Liczebność światowej populacji nie została oszacowana, ale ptak ten opisywany jest jako niezbyt liczny (uncommon). BirdLife International uznaje trend liczebności populacji za prawdopodobnie spadkowy ze względu na wylesianie w obrębie zasięgu występowania gatunku.